# Polykormon

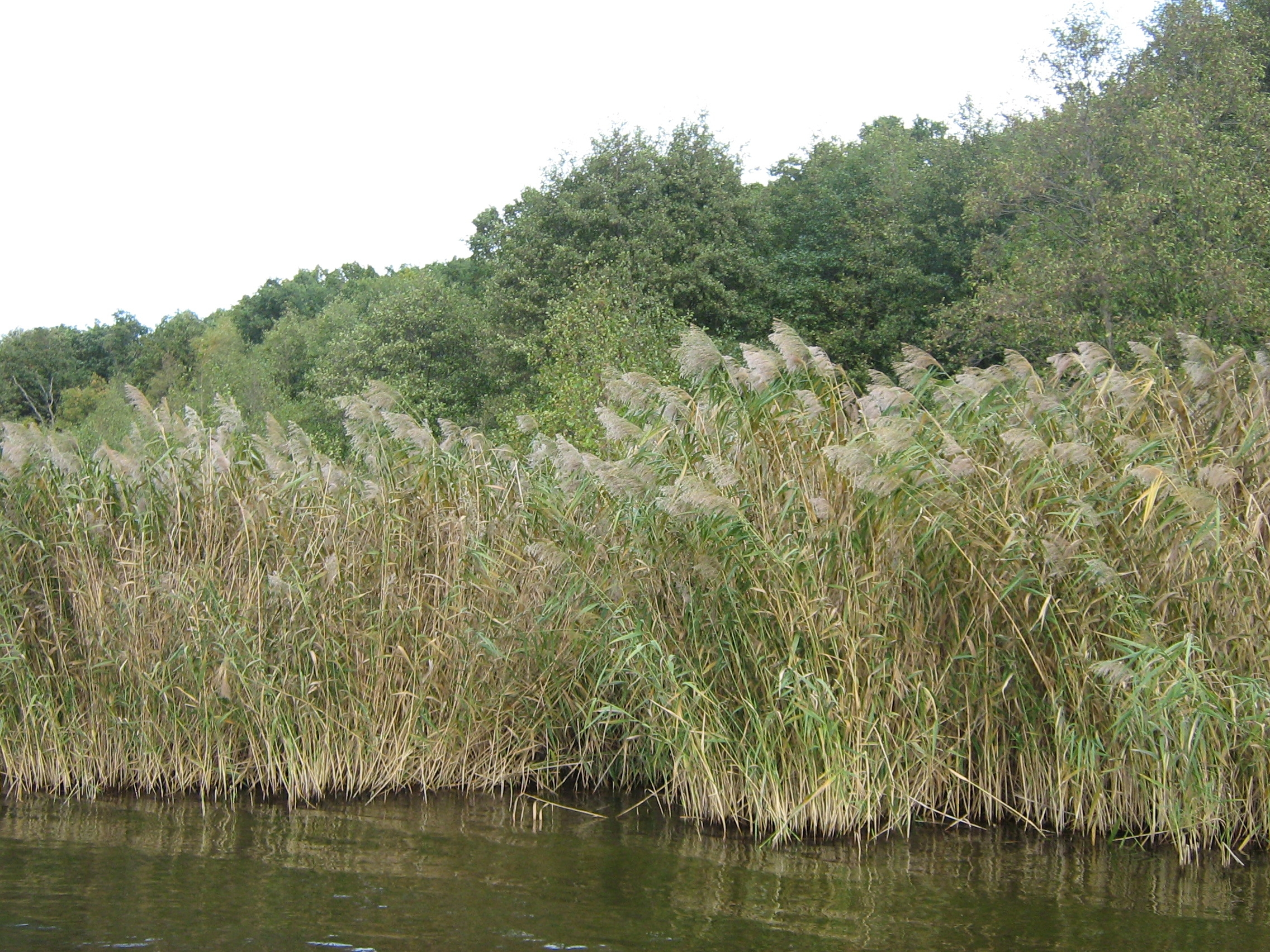
Rákos vytvářející polykormony

Polykormon je růstová forma rostlin s několika oddělenými nadzemními částmi, které ale ve skutečnosti vyrůstají z jediného podzemního systému (kořen, oddenek, hlíza…). Vzhled nadzemních částí může sice působit jako populace několika rostlin, ale ve skutečnosti jde o jednoho (geneticky identického) jedince.

## Byliny
Polykormony jsou typické pro byliny, které vytvářejí oddenky. Patří sem řada zástupců z čeledi rdestovitých, kosatcovitých, listnatcovité a další. Druhou velkou skupinou jsou traviny (čeleď lipnicovité).
Konkrétními zástupci jsou například vraní oko čtyřlisté, konvalinka vonná, prvosenka, hasivka orličí, bažanka a řada travin, například rákosové porosty.

## Dřeviny

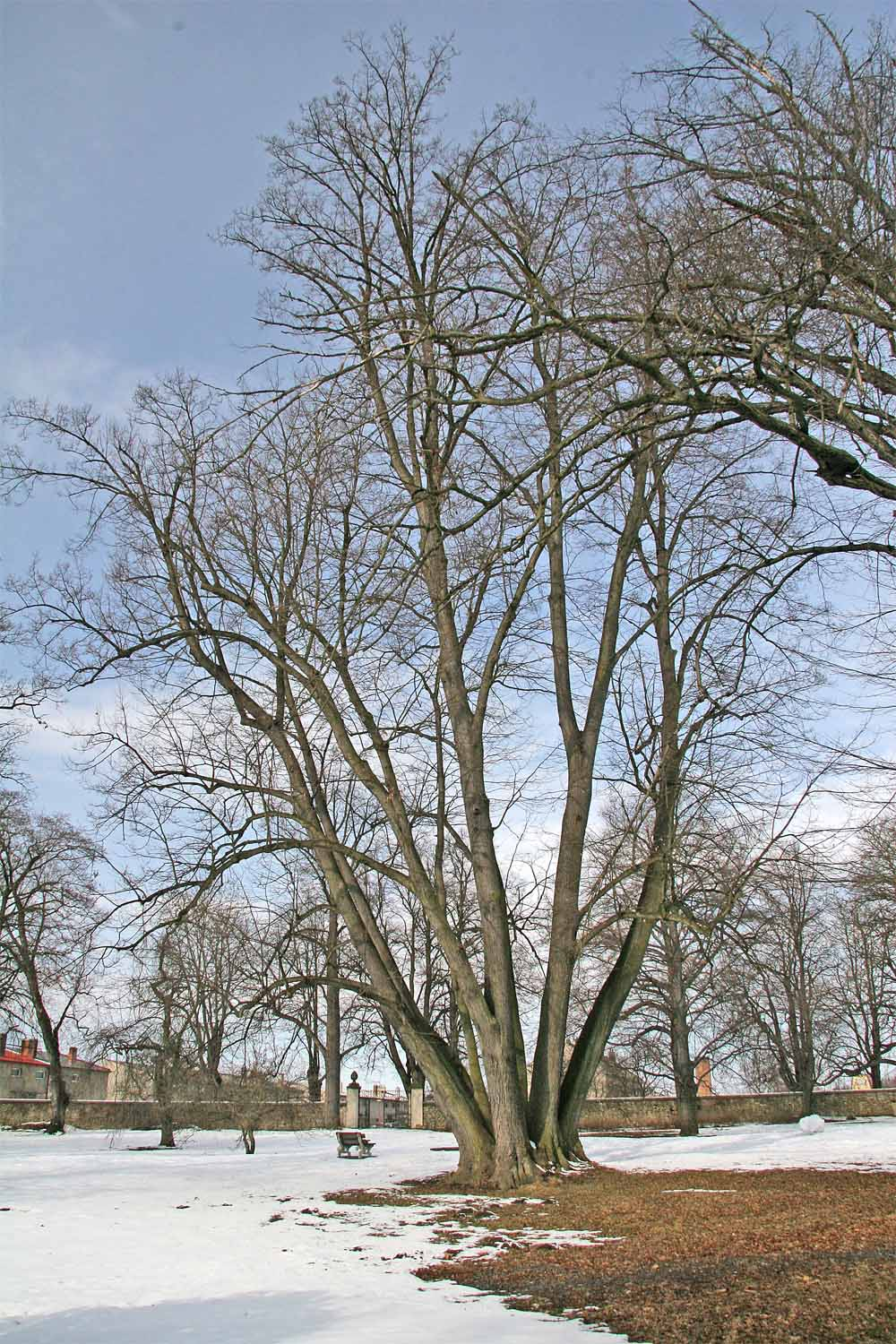
Šestikmenná lípa v Zámrsku, polykormon lípy malolisté

Polykormony tvoří velmi často keře, ale i stromy, v České republice zejména lípy. Obvykle vznikají v případě, kdy se starý kmen rozpadne a z kořenů, nejčastěji v místě obvodu původního kmene, vyrazí výmladky. Ty mohou po čase srůst a vytvořit sekundární kmen, nebo zůstat samostatné. Příkladem mohou být některé významné a památné stromy: Tatrovická lípa, Vejdova lípa, z nesrostlých pak Bzenecká lípa nebo Bouchalovy lípy.
Mezi polykormony patří i největší žijící organismus na zemi nazývaný Pando, který roste ve státě Utah. Jde o topol osikovitý (Populus tremuloides), respektive velké množství kmenů vyrůstajících ze společného kořenového systému, který se neustále rozšiřuje. Pando se skládá zhruba z 50 tisíc kmenů, hmotnost celku je odhadována na 6 tisíc tun.

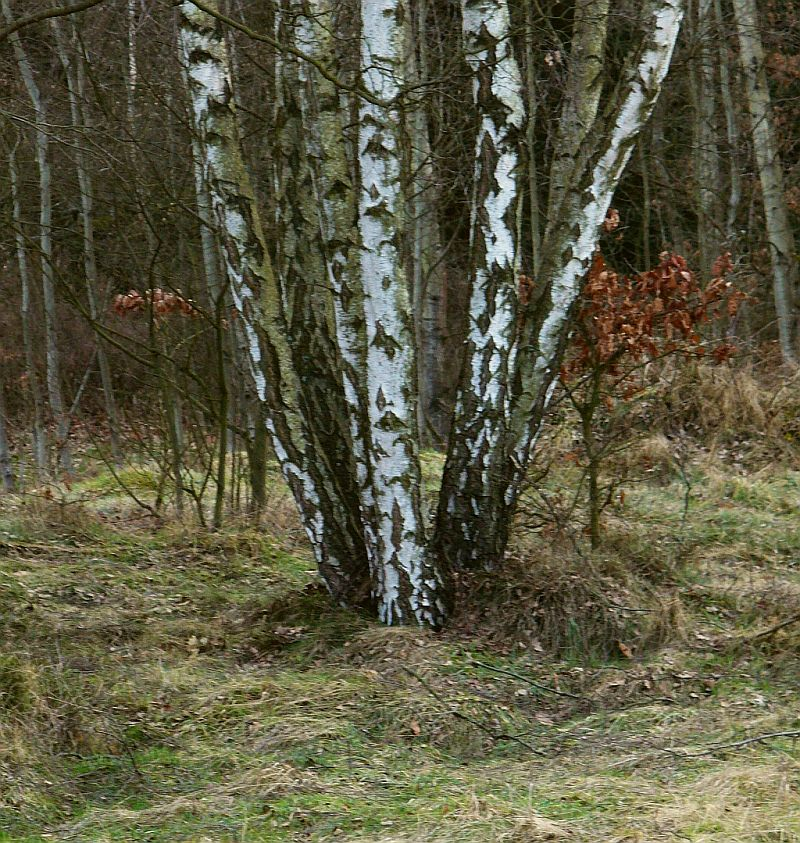
Polykormon břízy bělokoré
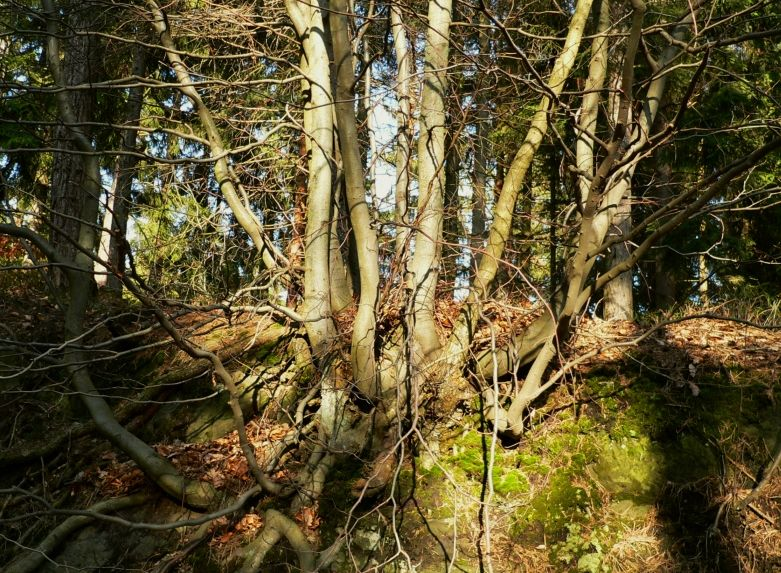
Polykormon buku lesního